# Jean-Pierre Hoscheid
Jean-Pierre Hoscheid (Bissen, 22 giugno 1912 – Esch-sur-Alzette, 15 maggio 1988) è stato un calciatore e allenatore di calcio lussemburghese, di ruolo portiere.

## Carriera

### Club
Ha sempre giocato nel campionato lussemburghese.

### Nazionale
Ha rappresentato la Nazionale del suo paese alle Olimpiadi del 1936 da giocatore e del 1948 in qualità di CT.

## Palmarès

### Club

#### Competizioni nazionali
- Campionato lussemburghese: 1

Jeunesse Esch: 1936-1937
- Coppa del Lussemburgo: 1

Jeunesse Esch: 1936-1937